# Косміна Оксана Юліївна
Окса́на Ю́ліївна Косміна́ (* 11 вересня 1960, Київ) — український етнолог та історик матеріальної культури, кандидат історичних наук, старший науковий співробітник Інституту народознавства НАН України.

## Життєпис
Народилась у Києві. Закінчила архітектурний факультет Київського художнього інституту (1984).
Працювала в Музеї народної архітектури та побуту, Науково–дослідному інституті теорії, історії та перспективних проблем радянської архітектури, Інституті мистецтвознавства, фольклористики та етнології ім. М. Рильського НАН України, викладала в Київському університеті ім. Т. Шевченка, Київському інституті декоративно–ужиткового мистецтва і дизайну ім. М. Бойчука, Київському національному університеті культури і мистецтв. Захистила кандидатську дисертацію «Спільне та регіональне в традиційному житлі України та Білорусі» (1988). 
Працює над докторською дисертацією на тему «Символіка традиційного українського вбрання». Закінчила докторантуру при Київському університеті ім. Т.Шевченка. Вивчає історію українського костюму, функціонування народного костюму у сучасному середовищі.

## Основні твори
Автор багатьох публікацій.
- Українське жіноче вбрання Київщини. Кінець XIX — поч. XX ст. Наочний посібник. — К. : Хрещатик, 1994
- Українське народне вбрання. — К. : Балтія-Друк, 2006. — 64 с. : іл.
- Вбрання // Історія декоративного мистецтва України. У 5-ти томах. — Т. 2 : Мистецтво XVII—XVIII ст. — К., 2007. — С. 121—140.
- Традиційне вбрання // Українська етнологія: навчальний посібник. — К. : Либідь, 2007. — С. 169—187.
- «Традиційне вбрання українців». — К. : Балтія-Друк, 2008. — Т. 1 : Лісостеп; Степ. — 2008. — 160 с. : іл.
- Дівоче вбрання // Народна культура українців: життєвий цикл людини: історико-етнологічне дослідження. У 5-ти томах. — Т. 2 : Молодь. Молодість. Молодіжна субкультура. — К.: Дуліби, 2010. — С. 20-31
- «Традиційне вбрання українців». — К. : Балтія-Друк, 2011. — Т. 2 : Полісся; Карпати. — 2011. — 160 с. : іл.